# NGC 4630
NGC 4630 је галаксија у сазвежђу Девица која се налази на NGC листи објеката дубоког неба.
Деклинација објекта је + 3° 57' 31" а ректасцензија 12h 42m 31,1s. Привидна величина (магнитуда) објекта NGC 4630 износи 12,5 а фотографска магнитуда 13,1. Налази се на удаљености од 17,9000 милиона парсека од Сунца. NGC 4630 је још познат и под ознакама UGC 7871, MCG 1-32-136, CGCG 42-208, IRAS 12399+0414, CGCG 43-1, VCC 1923, PGC 42688.